# Vipera monticola
Vipera monticola is een giftige slang uit de familie adders (Viperidae).

## Naam en indeling
De wetenschappelijke naam van de soort werd voor het eerst voorgesteld door Hubert Saint Girons in 1953. Oorspronkelijk werd de wetenschappelijke naam Vipera latastei montana gebruikt en werd de slang gezien als een ondersoort van de wipneusadder
(Vipera latastei).

## Verspreiding en habitat
Deze soort komt voor in delen van Afrika en leeft endemisch in Marokko. Vipera monticola is hier te vinden in het Atlasgebergte tot op een hoogte tot 3000 meter boven zeeniveau. De habitat bestaat uit scrublands, graslanden en rotsige omgevingen.

## Beschermingsstatus
Door de internationale natuurbeschermingsorganisatie IUCN is de beschermingsstatus 'gevoelig' toegewezen (Near Threatened of NT).